# Astronomy and Astrophysics
Astronomy and Astrophysics (A&A) — рецензируемый журнал по астрономии и астрофизике, охватывающий теоретическую, наблюдательную и инструментальную астрономию и астрофизику. EDP Sciences публикует 16 номеров журнала в год. Главный редактор журнала — французский астроном Терри Форвель из Института планетологии и астрофизики, расположенного в Гренобле. Импакт-фактор журнала в 2012 году составил 5,084.

## История
Журнал «Astronomy and Astrophysics» был сформирован в 1969 путём слияния нескольких национальных журналов Европейских стран:
- Annales d’Astrophysique ISSN 0365-0499 (Франция), учреждён в 1938 году
- Arkiv för Astronomi ISSN 0004-2048 (Швеция), учреждён в 1948 году
- Bulletin of the Astronomical Institutes of the Netherlands ISSN 0365-8910 (Нидерланды), учреждён в 1921 году
- Bulletin Astronomique ISSN 0245-9787 (Франция), учреждён в 1884 году
- Journal des Observateurs ISSN 0368-3389 (Франция), учреждён в 1915 году
- Zeitschrift für Astrophysik ISSN 0372-8331 (Германия), учреждён в 1930 году

В 1992 году к журналу «Astronomy and Astophysics» также подключилось издание Бюллетеня Астрономических Институтов Чехословакии, учреждённое в 1947 году. Вначале журнал выпускал статьи на английском, французском или немецком, но статей на немецком и французском было всегда довольно мало. Из-за этого журнал прекратил печатать статьи на этих языках, частично вследствие того, что стало трудно отыскать рецензентов, в достаточной степени владеющих этими языками.

## Открытый доступ
Все статьи и письма в редакцию, публикуемые в электронных разделах (Атомные, молекулярные и ядерные данные — Астрономические приборы — Каталоги и данные — Численные методы и коды) журнала предоставляются в открытом доступе, бесплатно для авторов. К статьям в других разделах журнала свободный доступ открывается через 12 месяцев с момента публикации через сайт издателя и через АИС НАСА, в форматах HTML и PDF. A&A также предоставляет авторам возможность заплатить за то, чтобы статья из закрытого раздела появилась в открытом доступе сразу после публикации. Кроме того, A&A поощряет хранение статей авторами на своих персональных веб-страницах, в электронных архивах институтов и на сервере arXiv. Авторы из стран, которые спонсируют журнал, могут печататься в A&A бесплатно, а авторы из других стран платят постраничный тариф. Авторы передают права публикации ЕЮО, которая позволяет журналу выдавать лицензии на повторное использование материалов статей после их публикации.